# Andrea Breth
Andrea Breth, född  31 oktober 1952 i Rieden am Forggensee i Schwaben i sydvästra Bayern, är en tysk teaterregissör.

## Biografi
1971-1973 studerade Andrea Breth litteraturvetenskap vid Ruprecht-Karls-Universität Heidelberg. Under samma tid började hon som regiassistent vid Heidelberger Theater. Därefter fortsatte hon som regiassistent vid Theater Bremen. Där debuterade hon som regissör 1975 med Jevgenij Sjvarts Die verzauberten Brüder. Under de följande åren regisserade hon i Wiesbaden, Bochum, Hamburg och Berlin. 1981 satte hon upp Gotthold Ephraim Lessings Emilia Galotti på Volksbühne i Berlin. Uppsättningen blev ett stort misslyckande och hon begav sig då till Zürich och utbildade sig till skådespelare. 1983 blev hon engagerad som fast regissör på Theater Freiburg. Där satte hon upp Federico Garcia Lorcas Bernarda Albas Haus (Bernardas hus) som blev den första av hennes uppsättningar att väljas ut till Berliner Theatertreffen och hon utsågs till årets regissör av den prestigefyllda tidningen Theater heute. Därefter har hennes uppsättningar deltagit på Theatertreffen ytterligare sju gånger. Hon var den enda kvinnan av de trettio regissörer som hade valts ut minst fem gånger när Theatertreffen firade femtioårsjubileum 2013. 2005 bjöds hon in utan att hennes uppsättning av Friedrich Schillers Don Carlos på Burgtheater i Wien kom att spelas där. Det fanns ingen scen i Berlin som var tillräckligt stor för den komplicerade scenografin, det fattades 16 centimeter. Uppsättningen sändes istället på TV-kanalen ZDF. Året därpå vann hon festivalens stora pris, också då utan att delta med någon uppsättning.
1991-1997 var hon ledare för ¨Schaubühne am Lehniner Platz i Berlin. 1997 sade hon upp samtliga skådespelare eftersom hon ansåg att det var ohanterligt med alla tjänstledigheter. Sedan 1999 är hon fast regissör vid Burgtheater i Wien och har även frilansat runtom i framförallt Tyskland. Bland priser hon tilldelats kan nämnas Nestroy-Theaterpreis 2003, 2011 och 2016 samt Deutscher Theaterpreis Der Faust 2015. Samma år mottog hon Förbundsrepubliken Tysklands förtjänstorden.
Hon anses lägga scenerier som utnyttjar rummet till fullo, men är mindre intresserad av rytm och tempo (Per Arne Tjäder, G-P). Hon har förmågan att få en ensemble att lyfta sig och är mer intresserad av textprecision än att använda pjäserna för sina egna syften. Hon har gjort sig känd för att lyfta fram bortglömd dramatik, såväl klassiker som samtidsdramatik. 1988 återupptäckte hon Jane Bowles Im Gartenhaus (In the Summer House / I lusthuset) från 1953 på Schauspielhaus Bochum, en pjäs som började spelas efter det, bland annat i Suzanne Ostens regi på Unga Klara redan samma år.
1994 gästspelade hennes uppsättning av Henrik Ibsens Hedda Gabler på Schaubühne på Ibsenfestivalen och Nationaltheatret i Oslo. 2008 var hon inbjuden av teaterchefen Staffan Valdemar Holm att regissera Hamlet på Dramaten, men blev till sist tvungen att tacka nej på grund av sjukdom, varför Holm själv tog hand om uppsättningen.